# Nakanune

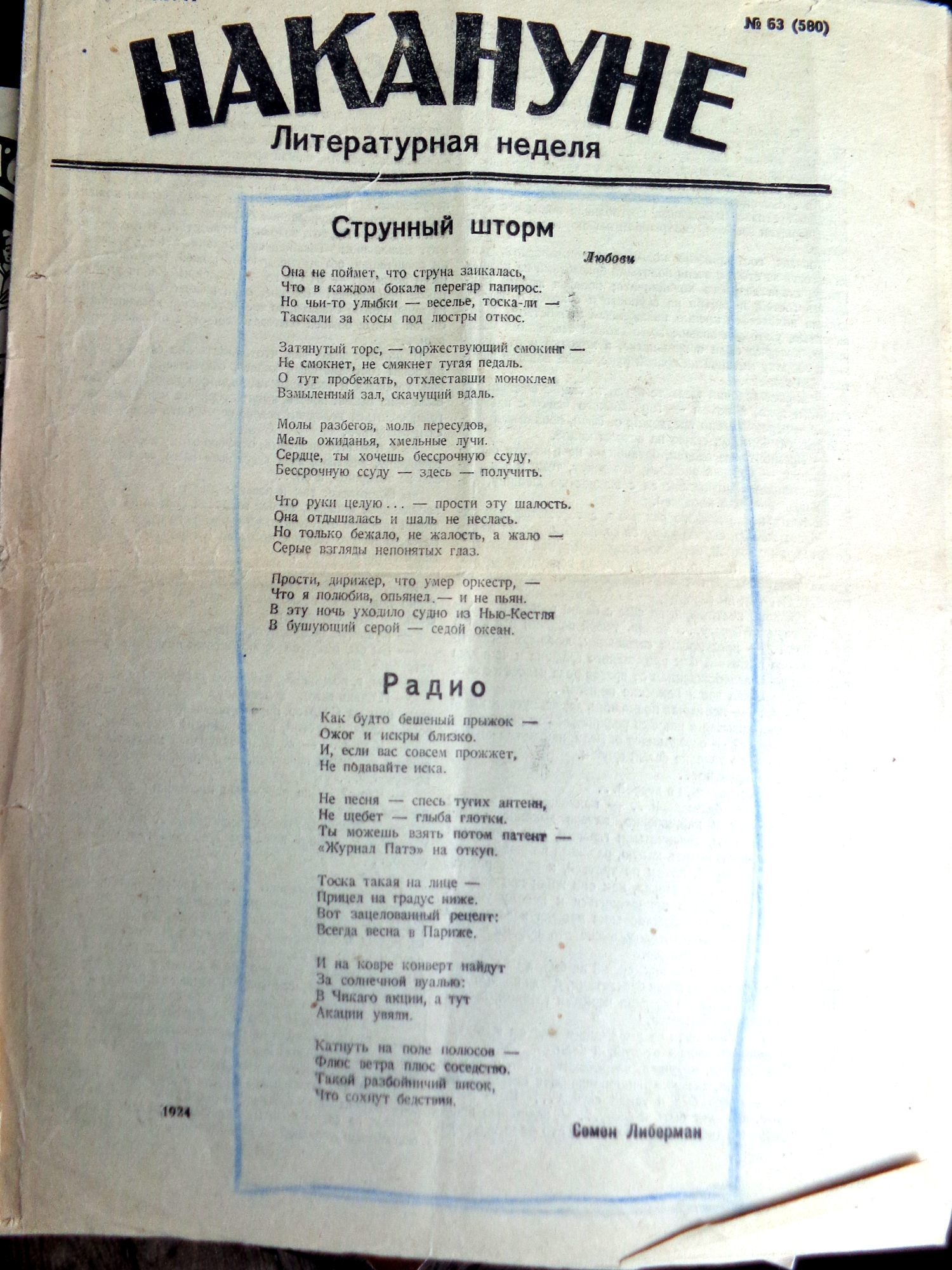
Gedicht von Semjon Lieberman in Nakanune

Nakanune (Original Накануне; deutsch Am Vorabend) war eine russischsprachige Tageszeitung in Berlin von 1922 bis 1924.

## Geschichte
Am 26. März 1922 erschien die erste Ausgabe der Zeitung Nakanune. Sie stand in enger Verbindung zu einer Moskauer Redaktion und sollte auf Emigranten einwirken, zurück nach Sowjet-Russland zu kommen. Damit unterschied sie sich von anderen ausländischen Tageszeitungen wie Rul und Golos Rossii.
Die Zeitung berichtete über internationale Ereignisse aus prosowjetischer Sicht.
Der Literaturteil wurde von Alexei Nikolajewitsch Tolstoi geleitet. In ihm veröffentlichten bekannte Autoren wie Michail Bulgakow (Aufzeichnungen auf Manschetten, Die Abenteuer Tschitschikows), Ilja Ehrenburg, Sergej Jessenin, Ossip Mandelstam, Konstantin Fedin, Michail Soschtschenko und Boris Pilnjak literarische Texte.
Am 15. Juni 1924 erschien die letzte Ausgabe.